# Guardiania
Guardiania är en ort i Mexiko.   Den ligger i kommunen Tuzantán och delstaten Chiapas, i den sydöstra delen av landet, 900 km sydost om huvudstaden Mexico City. Guardiania ligger 79 meter över havet och antalet invånare är 215.
Terrängen runt Guardiania är varierad. Runt Guardiania är det ganska tätbefolkat, med 207 invånare per kvadratkilometer. Närmaste större samhälle är Huixtla, 6,0 km väster om Guardiania. I omgivningarna runt Guardiania växer i huvudsak städsegrön lövskog.